# 益田広尭
益田 広尭（ますだ ひろたか、宝永7年8月23日（1710年9月16日） - 明和2年3月2日（1765年4月21日））は、益田家第28代当主。長州藩永代家老・須佐領主益田家9代。通称は采女、越中、孫吉、勘解由。

## 生涯
宝永7年（1710年）、長州藩寄組益田就高の子として生まれる。初めは、親戚筋にあたる繁沢元雄の娘を正室に迎え、繁沢貞雄（通称:宇右衛門、元雄の子か）の養子となって繁沢利充（はんざわ としみつ）を名乗った。しかし、のちに父就高が、孫左衛門就固の子で景祥（元祥次男）の男系の孫であった縁で、男子の居ない本家益田元道（もとみち）に乞われて養子に迎えられることとなり、繁沢家の家督を阿川毛利家から迎えた繁沢氏充に譲った。藩主の毛利宗広より偏諱を授与されて名を益田広尭に改め、寛保2年（1742年）には元道の死去により益田本家の家督を相続する。
加判役（家老）となり藩主毛利宗広、重就に仕えた。寛延3年（1750年）、城代家老。同年6月、当職（国家老・執政）であった義兄で実家の婿養子である益田元方が隠居したため、後任の当職となり、逼迫した藩財政の改革に携わる。宝暦3年（1753年）1月、藩主親政を志す重就の意向で当職を免じられ、重就の実兄の右田毛利広定と交代する。
明和2年（1765年）3月2日死去。享年56。家督は嫡男の就祥が相続した。